# Стратилатов, Андрей Николаевич
Андре́й Никола́евич Стратила́тов (1841 — 6 марта 1892) — русский архитектор, автор жилых и церковных зданий в Москве.

## Биография
В 1864 году окончил Московское дворцовое архитектурное училище со званием архитекторского помощника. После его окончания состоял при Московской дворцовой конторе.
В 1867—1873 годах работал сначала чертёжником, затем сверхштатным техником Строительного отделения Московского губернского правления. Похоронен на кладбище Алексеевского монастыря.

## Постройки
- Служебные постройки во владении А. Г. Товаровой — Н. Ф. фон Мекк (1869, Москва, Малый Кисельный переулок, 6, стр. 2, 3)[2];
- Казанское архиерейское подворье (1870, Москва, Ветошный переулок, 11), объект культурного наследия регионального значения[3][2];
- Доходное владение Товарищества Невской Ниточной Мануфактуры — Доходный дом К. Ф. Цыганова (1871, Москва, Большой Златоустинский переулок, 1), объект культурного наследия регионального значения[3][2];
- Торговое подворье Мещаниновых — И. Е. Гаврилова — Бубновых («Мещаниново подворье») (1871—1884, Москва, Ветошный переулок, 13-15), объект культурного наследия регионального значения[3][2]
- Доходный дом купцов Куприяновых (1873, Москва, Ветошный переулок, 7), ценный градоформирующий объект[3][2];
- Жилой дом — доходное владение Фроловых (1873, Москва, Малый Златоустинский переулок, 10, стр. 1), ценный градоформирующий объект[3][2];
- Колокольня храма Рождества Пресвятой Богородицы в Крылатском (1877, Москва, Крылатские холмы, 14)[3][4];
- Городская усадьба М. П. Калычева — Доходное владение М. В. и В. В. Залогиных (1870-е, Москва, Лубянский проезд, 5, стр. 1), ценный градоформирующий объект[3][2];
- Доходный дом храма Косьмы и Дамиана с магазинами и церковной библиотекой (1890-е, Москва, Старопанский переулок, 4);
- Ограда дома (?, Москва, Александра Солженицына, 6)[3].